# Tingloy
Tingloy è una municipalità di quinta classe delle Filippine, situata nella Provincia di Batangas, nella Regione del Calabarzon.
Tingloy è formata da 15 baranggay:
- Barangay 13 (Poblacion 1)
- Barangay 14 (Poblacion 2)
- Barangay 15 (Poblacion 3)
- Corona
- Gamao
- Makawayan
- Marikaban
- Papaya
- Pisa
- San Isidro
- San Jose
- San Juan
- San Pedro
- Santo Tomas
- Talahib